# Vriesea recurvata
Vriesea recurvata là một loài thuộc chi Vriesea. Đây là loài đặc hữu của Brasil.

## Giống
- Vriesea 'Yara'